# Zrmanja (reka)
Zrmanja, reka v severni Dalmaciji. 
Zrmanja je 79 km dolga reka v severni Dalmaciji. Njeno poréčje meri 907 km². Izvira pod Velebitom iz močnega kraškega izvira na nadmorski višini 395 m in se južno od naselja Jasenice izliva v Novigradsko morje. Glavna pritoka sta: Krupa (11,5 km) in Dobarnica. V zgornjem toku teče po ravnini, ko pa priteče v apnenčasto pokrajino severnodalmatinske ravnine dobi dolina Zrmanje izgled kanjona. Reka je globoka do 7 m, njen pretok pa je od 40 do 126 m³/sek. Zrmanja je ustvarila več brzic in slapov. Nad Obrovcem je Slap Kovačevića visok 50 m. Plovna je v spodnjem toku od Novogradskega morja do Obrovca v dolžini 10 km, kjer je preko nje postavljen most. Okoli 10 km gorvodno od Obrovca se nahaja akumulacijsko jezero in črpalna akumulacijska hidroelektrarna Velebit.